# 岐阜かかみがはら航空宇宙博物館
岐阜かかみがはら航空宇宙博物館（ぎふかかみがはらこうくううちゅうはくぶつかん）は、岐阜県各務原市にある博物館。

## 概要
- 航空宇宙に関する資料（国産の航空機や実験機、航空関連資料、さらに宇宙開発関連資料など）の収集展示、将来の航空宇宙産業を担う人材の育成を図ることを目的とする博物館である[1]。1996年（平成8年）3月23日に「かかみがはら航空宇宙博物館」として開館。全面的なリニューアルを約49億円をかけて行い、2018年（平成30年）3月24日に「岐阜かかみがはら航空宇宙博物館」に改称する。
- 開館当初は各務原市の施設であり、運営も各務原市が行っていた。2018年のリニューアル後は岐阜県と各務原市の設置となり、岐阜県と各務原市により設立された、公益財団法人岐阜かかみがはら航空宇宙博物館が運営する[2]。
- 「宇宙戦艦ヤマト」や「銀河鉄道999」の作者である松本零士が開館時から2021年（令和3年）3月まで名誉館長を務めていた [3][4][注 1]。
- 周辺には現存する日本最古の飛行場で航空自衛隊の飛行開発実験団が所在している岐阜基地や、日本では数少ない航空機製造工場である川崎重工業岐阜工場が基地の反対側にあり、「飛行機の街・各務原」の中心となっている。
- 岐阜基地と博物館は隣接する。また、岐阜基地と博物館の間には長さ1.2kmの搬入路があり、一部の航空機はこの搬入路で博物館に搬入されている。また、YS-11A-213、US-1A、P-2J、N-62 イーグレットなどは、博物館搬入のため、各地から岐阜基地へ最終フライトをした後に搬入路を経て博物館に展示された。
- 開館当初の延床面積は8476.00m2、展示面積は4950m2[5]。2018年のリニューアル時の増築により、敷地面積は78206.98m2、建築面積は11996.20m2、延床面積は12320.05m2[2]。展示面積は9400m2と従来の1.7倍になった。リニューアル後は世界で唯一、戦時中の姿をとどめる旧陸軍三式戦闘機「飛燕」の機体などが展示されている[6]。リニューアルに合わせて宇宙飛行士の山崎直子がアンバサダーに就任している。
- 展示機の増加等により企画展スペースが不足しているため、企画棟の建設が計画され[7]、2024年（令和6年）1月着工[8]。別棟として本館東側に建設され、本館とは渡り廊下でつながれる。建物は鉄骨平屋486.56m2[9]。2024年9月に完成。同年10月12日からの特別企画展「月への挑戦―アポロ計画から50年、人類は再び月を目指す―」がこけら落としとなり[9]、企画棟の名称が「スペースボックス」となることが発表された[10][11]。スペースボックスの竣工により、大規模な企画展はスペースボックスで、従来の企画展は空きスペースで行えるようになり、複数の企画展の同時開催が可能となっている。
- 開館当初は「PURURU」というマスコットキャラクターが存在し、グッズの販売や、PURURUを模した屋外のロードトレインも運行されていた。リニューアルを機にマスコットキャラクターは廃止されている。
- 岐阜県より博物館に相当する施設（指定施設）として指定されている[12]。

## 沿革
- 1989年（平成元年） - 各務原市が飛行実験を終えた飛鳥を獲得し、飛鳥を中心とする航空宇宙博物館の建設を構想。総合計画に盛り込まれる。建設場所などが決まる。
- 1991年（平成3年）8月 - 飛鳥の各務原市への貸与が決まる[13]。
- 1993年（平成5年） - 各務原市にゆかりのある実験機や国産機を展示する博物館にすることが決まる。
- 1996年（平成8年）3月23日 - かかみがはら航空宇宙博物館として開館。各務原市が所有し、直接運営。
- 2005年（平成17年）4月 - 科学関連資料の展示を充実をはかり、かかみがはら航空宇宙科学博物館に改称。
- 2016年（平成28年）9月26日 - 建物増築による展示スペースの増床、展示レイアウト大幅変更、飛燕などの展示物を増やす[14]などの全面的なリニューアルを行うため一時閉館となる[15]。本館閉館中は2017年（平成29年）11月13日まで収蔵庫の限定公開が行われた[16][17]。
- 2018年（平成30年）3月24日 - リニューアルオープン。同時に各務原市と岐阜県の共同設置となり岐阜かかみがはら航空宇宙博物館に改称。2017年度年は各務原飛行場開設100年にあたる。
- 2022年（令和4年）5月15日 - リニューアルオープン後の来館者数が100万人となる[18]。
- 2024年（令和6年）9月 - 別棟の企画棟（スペースボックス）が完成。

## 施設概要
| 1階 - 展示エリア ※主に航空機関連 - 航空機と航空機産業の始まり - 戦前・戦中の航空機開発 - 戦後の航空機開発 - 航空機のしくみ - 空から宇宙へ - シアタールーム - オリエンテーションルーム - ミュージアムショップ - 空宙博カフェ（レストラン） - ベビールーム・キッズルーム 中2階 - 休憩コーナー 2階 - 展示エリア ※主に宇宙関連 - 宇宙への出発 -ロケット- - 宇宙から地球のくらしを支える -人工衛星- - 人を宇宙に送る -有人宇宙開発- - 宇宙と生命の謎を探る -宇宙探査- 屋上 - 展望デッキ | - 企画展示室 - 屋外実機展示場 - 遊具広場 - 芝生広場 - イベントテント - 第1収蔵庫 - 収蔵及び修復施設（非公開施設）、1996年完成。 - 第2収蔵庫 - 収蔵及び修復施設（非公開施設）、2016年完成。 - 収蔵庫は2016年（平成28年）11月29日から2017年（平成29年）11月13日までは限定公開が行われている。 - 塗装庫 - 塗装施設の塗装庫がある（非公開施設）、1996年完成。 |  |

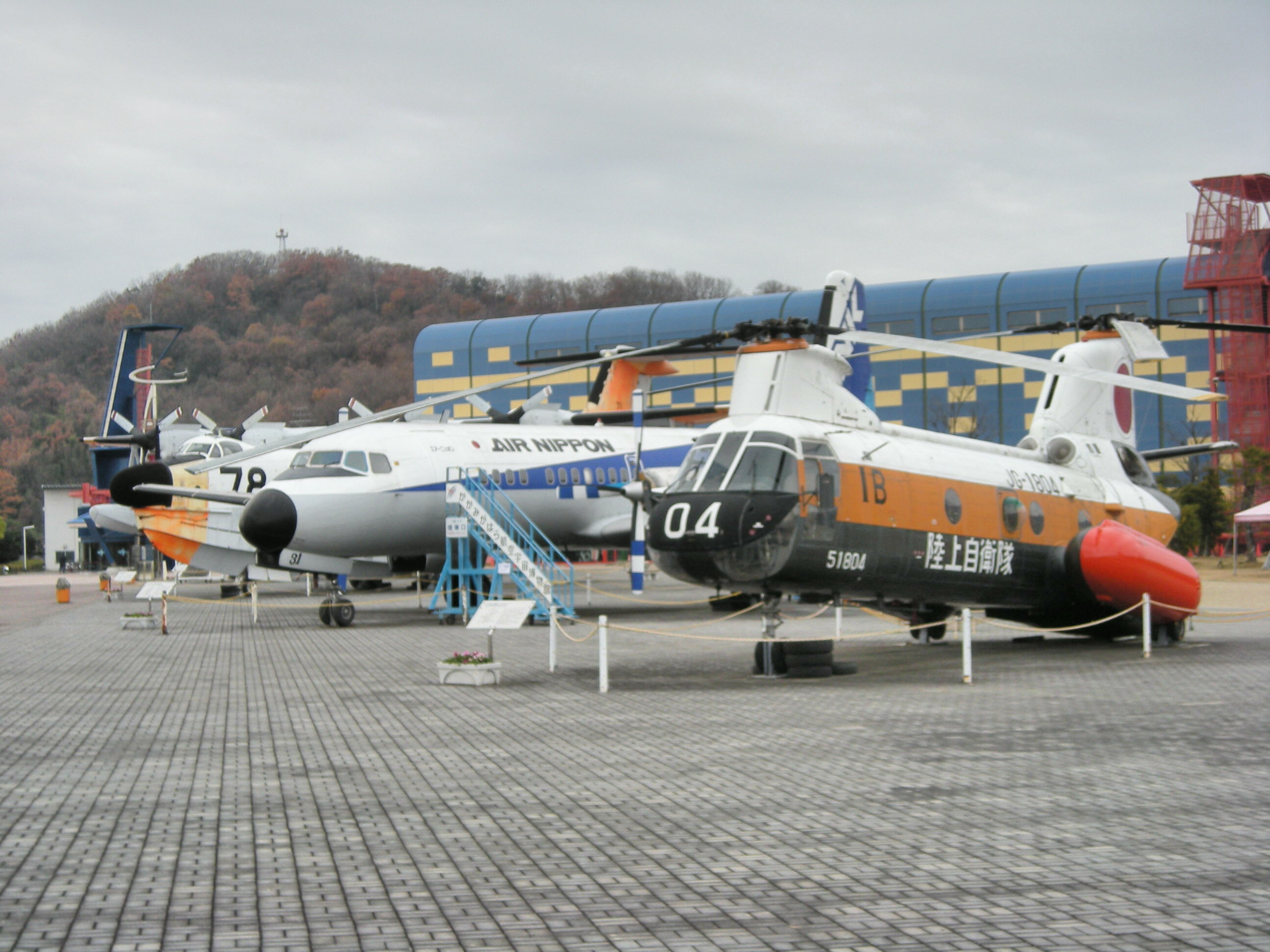
屋外展示（かかみがはら航空宇宙科学博物館の頃）

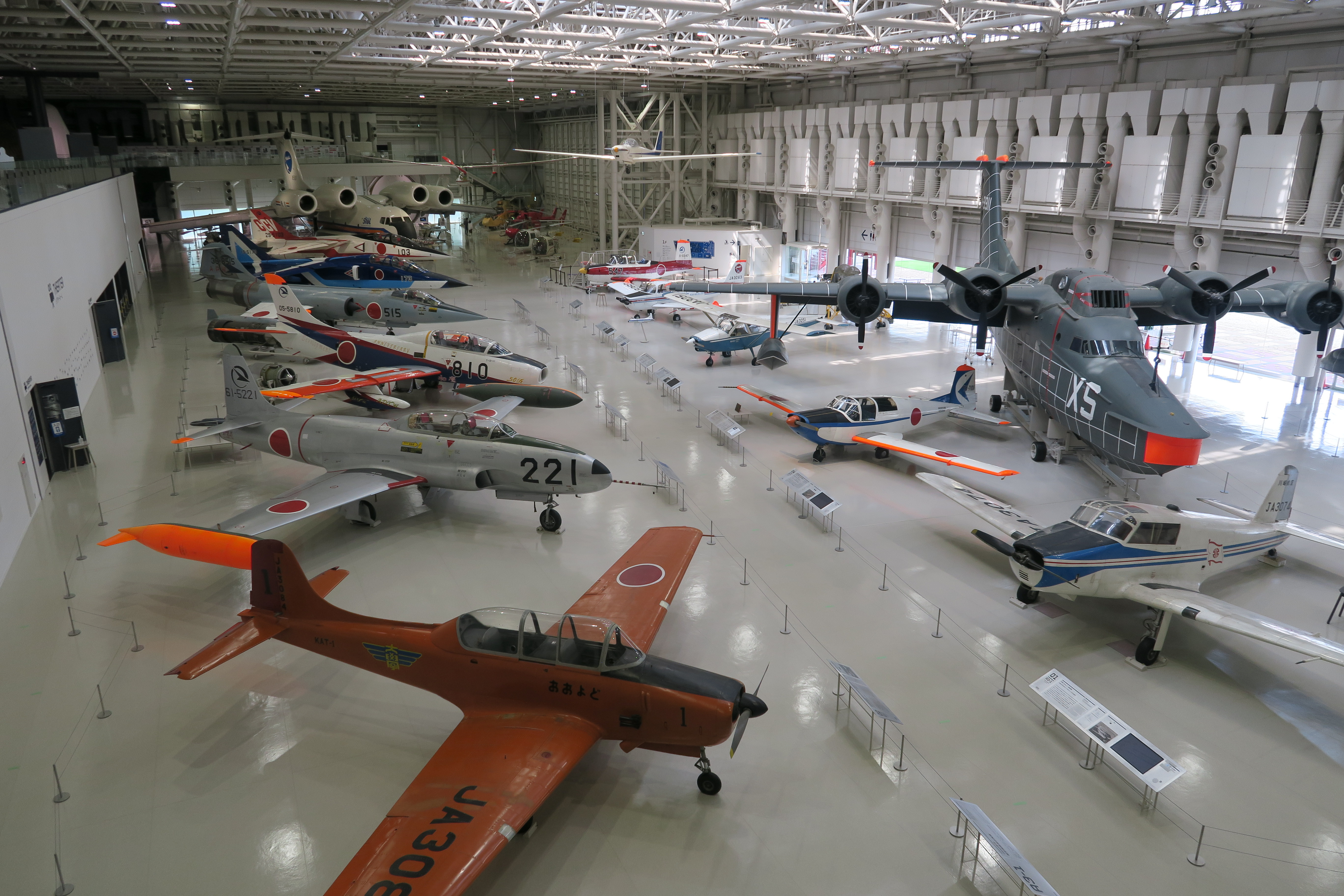
屋内展示（2018年から2022年頃）

## 展示機種
開館時、航空機の展示機は24機（実機（供試体を含む）・レプリカ（復元機を含む））であった。その後1998年にN-62 イーグレット、2001年にBK117P5、T-2、2003年にKAT-1練習機、2004年に川崎KHR-1リジッドローター実験ヘリコプター、2007年にT-1B、2008年にT-3初等練習機、2014年にT-2 CCV研究機、KAL-1連絡機の展示を開始。2018年のリニューアル時に三式戦闘機二型「飛燕」、十二試艦上戦闘機（レプリカ）の展示を開始する一方、グライダー類の大半の展示を終了している。2021年時点の航空機の展示機は31機（実機（供試体を含む）27機・レプリカ（復元機を含む）4機）、宇宙関連の展示機は22機（実機（供試体を含む）・レプリカ（復元機を含む））である。2023年にはF-4EJ改戦闘機、BK117A（防衛装備庁試験用ヘリコプター）が追加されるなど展示物は増加し、2024年現在は実機41機、実物大模型（レプリカを含む）15機の計56機を展示し、実機展示数は日本最大である。
☆は日本航空協会の「重要航空遺産」に認定。★は日本航空宇宙学会の「航空宇宙技術遺産」に認定。△は経済産業省の「近代化産業遺産」に認定。

### 屋外展示

#### 屋外展示の機体の特徴
屋外展示の機体は、それぞれ数年 - 10年おきに塗り直しを行っている。

#### 実際に展示している屋外展示の機体
- KV-107ⅡA-4 51804
- YS-11A-213 JA 8731
- US-1A 9078
  - 1995年12月12日に岩国基地から岐阜基地に飛来する際、飛行する姿が小中学生が見れるように、当時の各務原市内の小中学校（24校）の上空を旋回する飛行ルートがとられた[19]。
- P-2J 4782
  - 1994年5月22日に退役後、26日に鹿屋基地から岐阜基地に飛行。博物館開館前までは岐阜基地内に駐機された[20]。

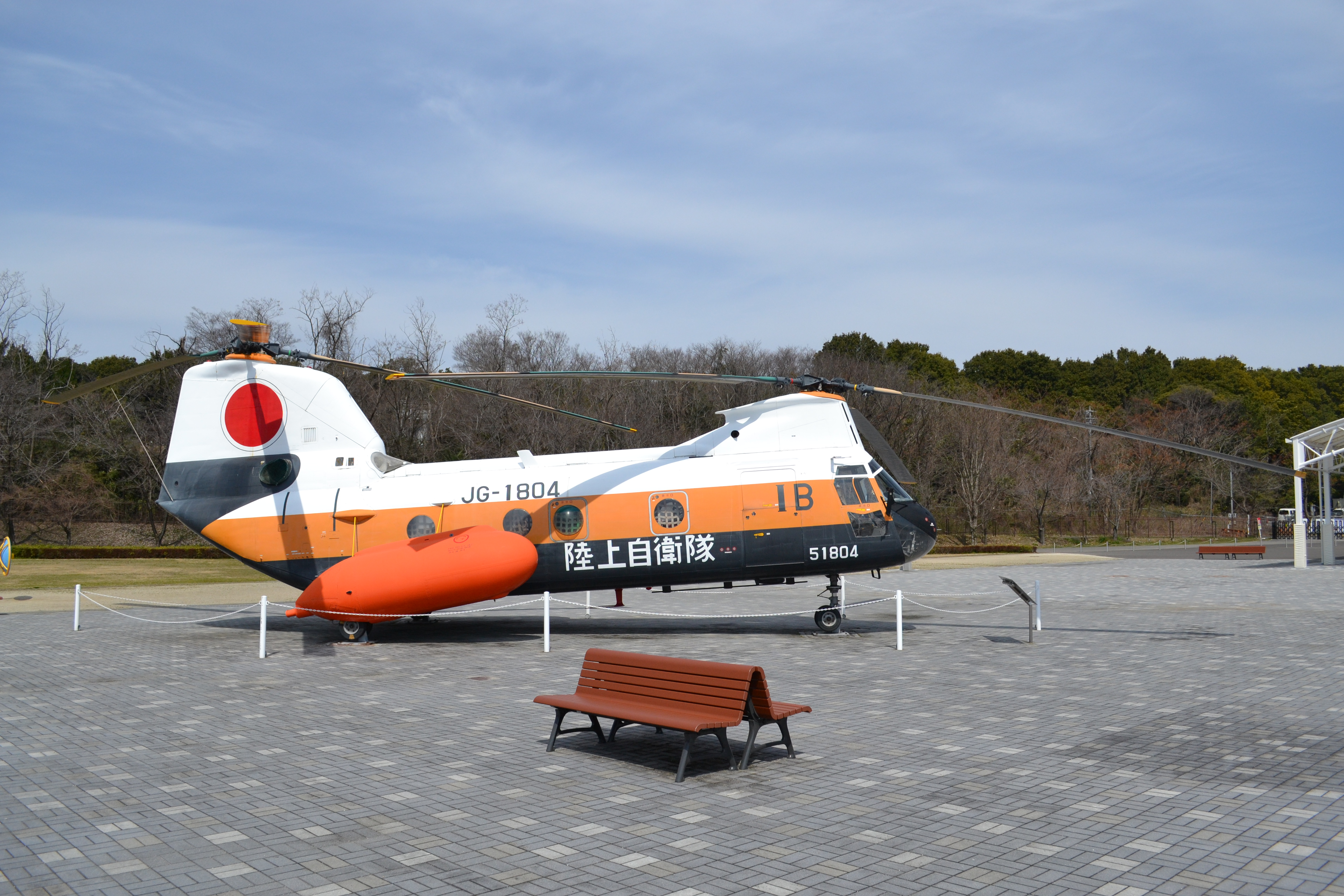
KV-107ⅡA-4輸送ヘリコプター
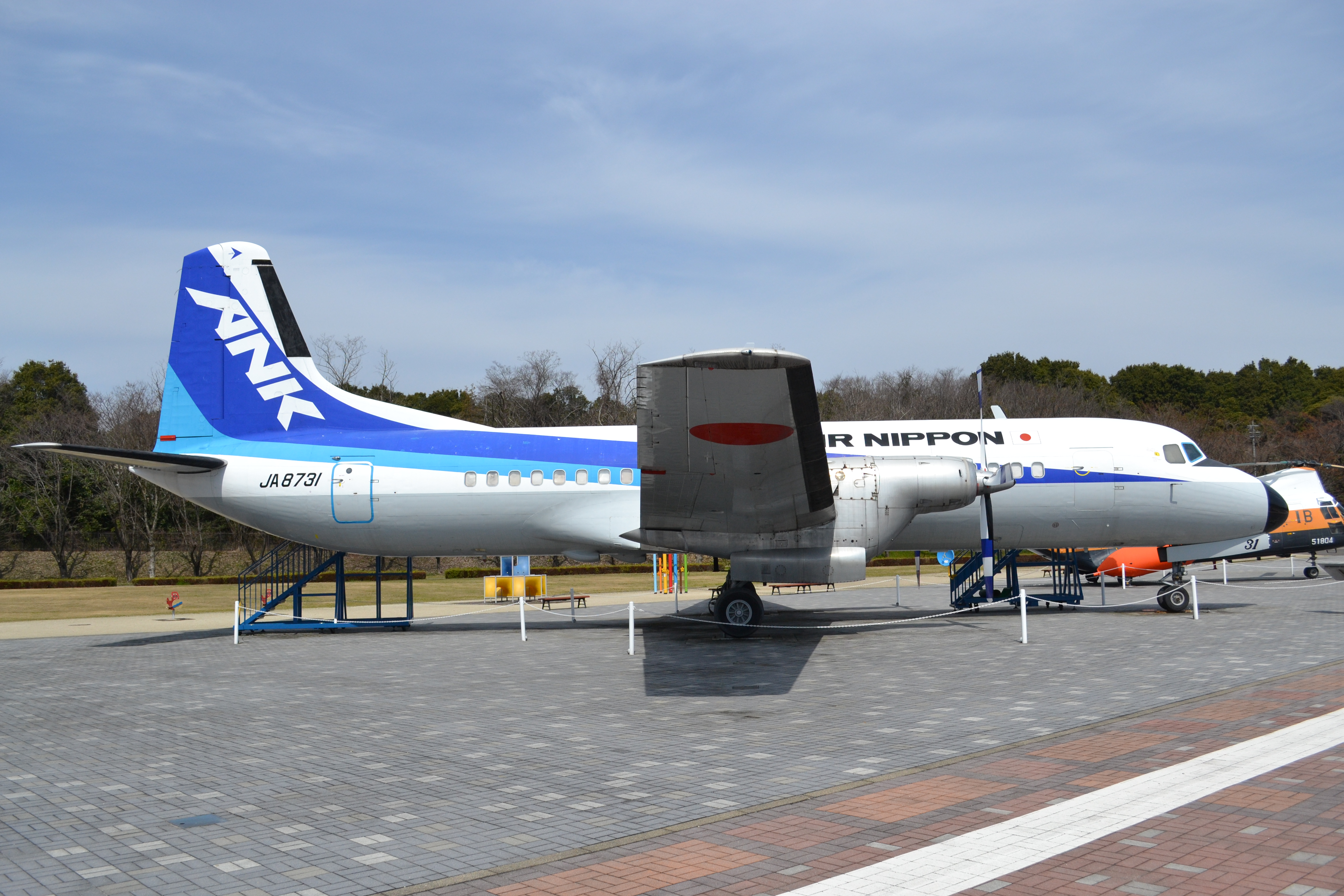
YS-11A-213中型輸送機
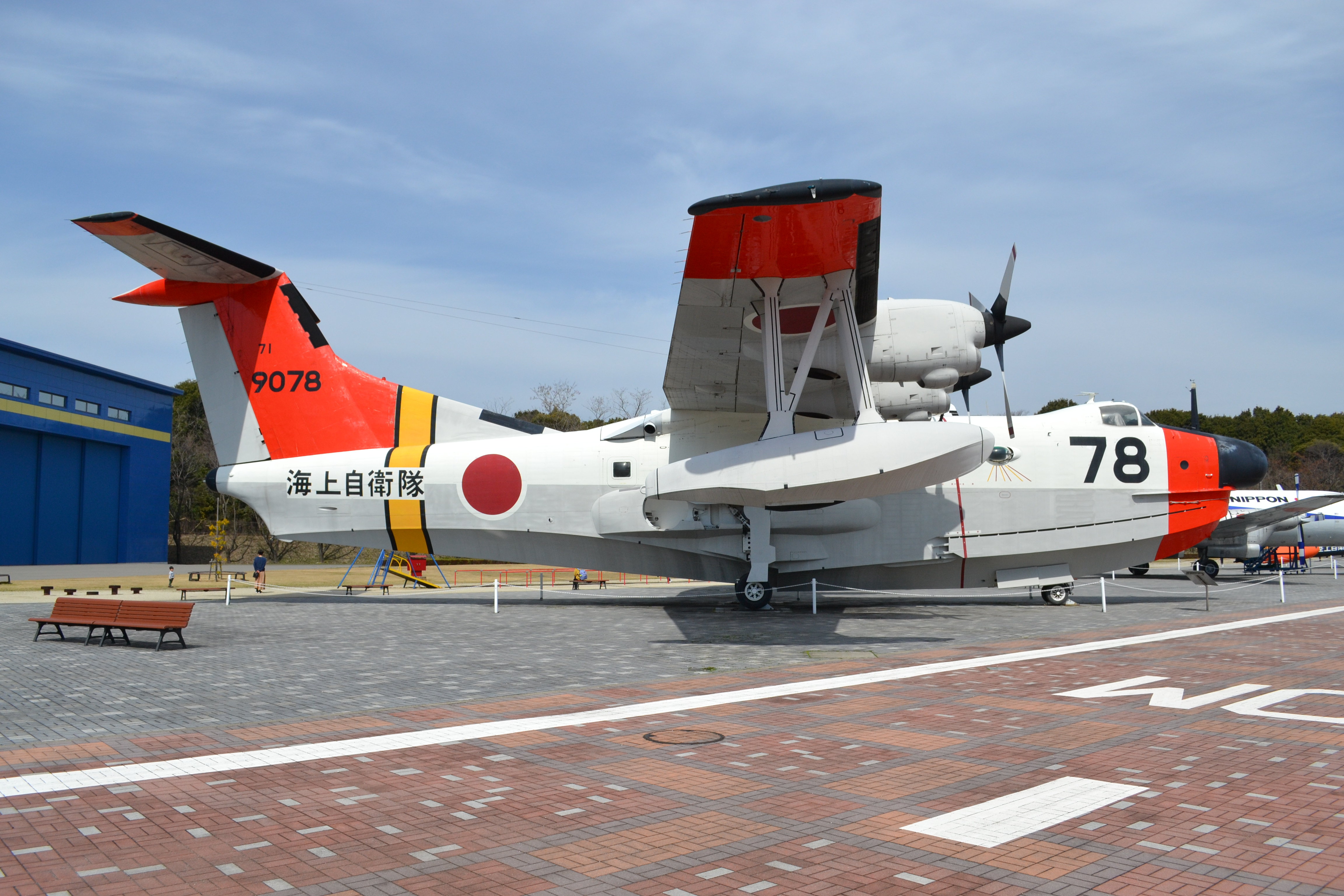
US-1A救難飛行艇
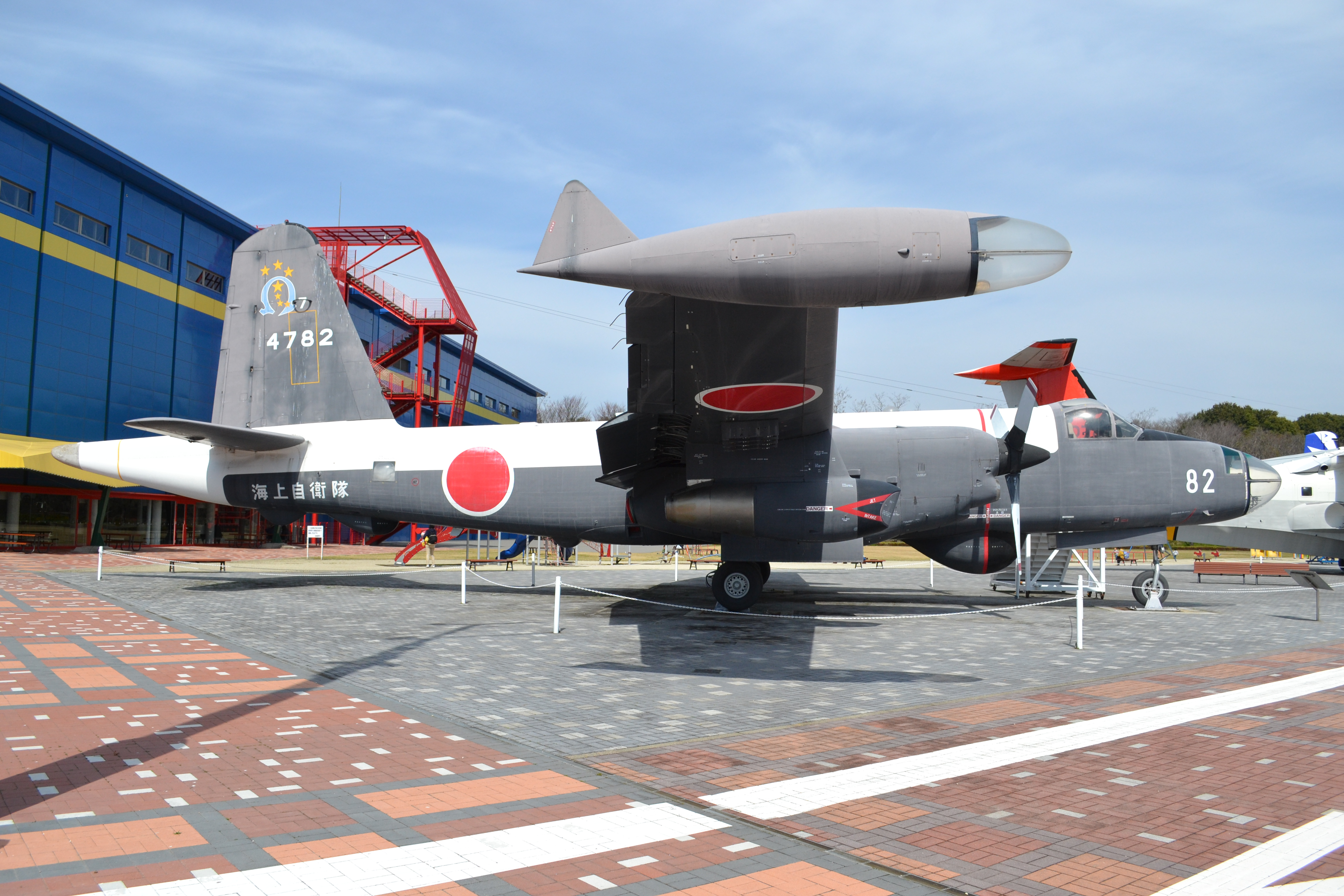
P-2J対潜哨戒機

### 屋内展示
屋内展示の機体は、屋外展示よりも多数の機体を展示している。

#### 展示機（航空機）
- ライトフライヤー号 （レプリカ）
- グラーデ単葉機 （復元品）
  - 「グラーデ復元の会」によって忠実に復元された機体[21]。
- 乙式一型偵察機 （復元品） 1001 △
  - 川崎重工業によって忠実に復元された機体[22]。
- 十二試艦上戦闘機（A6M1）（レプリカ） 三菱201
- 三式戦闘機二型「飛燕」（キ61-II改） 川崎6117 ☆△
- KAL-1連絡機 JA3074
- KAT-1練習機 JA3084
  - 製造された機体（2機）のうちの1号機。
- T-33A改 61-5221（飛行開発実験団特別仕様機）
  - 入間基地で退役後に日米無償援助協定機に指定されてアメリカへ返還予定であったが、アメリカより再度貸与された。入間基地で分解後に岐阜基地に輸送され、航空自衛隊第2補給処整備部で修復された[23]。
- F-104J戦闘機 36-8515
- サーブ・サフィール91B改 X1G1B TX-7101（高揚力研究機） ☆
- T-1B 05-5810（飛行開発実験団特別仕様機・ADTW50周年特別塗装）
- N-62 イーグレット JA3251
  - 学校法人日本航空学園の手により飛行可能な状態に修復。飛行許可を受け、1998年（平成10年）11月8日に山梨県の日本航空学園滑走路から岐阜基地飛行場を飛行している[24]。
- UF-XS オ-991（実験飛行艇） ☆
  - スクラップにしての海上自衛隊への返還が決まっていたが、寸前で貸与が決まる[25]。分解して運搬された後に新明和工業により修復が行われた[26]。
- VTOL実験機フライングテストベッド（JR100FリフトジェットエンジンによるVTOL試験機）
  - 国立科学博物館より無償譲渡。富士重工業により修復された[27]。
- FA-200改型STOL実験機 JA3263
- T-3初等練習機 11-5547
- T-2 19-5173（ブルーインパルス）
- T-2 CCV研究機 29-5103
- F-4EJ改戦闘機 07-8431[28][29]
- 飛鳥 8501（STOL（短距離離着陸）飛行実験機） ★
- N-70 シグナス モーターグライダー
- HYPER･CHick KoToNo Limited（人力飛行機）
  - 機体の全幅25.9m、全長8.2m、全高3.3m[30]女性の力でも操縦できるように軽量化が図られ、機体重量は37.0kgに抑えらえている。1992年（平成4年）7月5日、富士川滑空場で日本人女性初の人力飛行機の記録（119.045m，日本航空協会公認）を樹立。第16回鳥人間コンテスト選手権大会出場（4位入賞）時にコクピット部などが破損したため、修復後に展示開始。博物館のリニューアルによる休館時の2017年に機体表面被膜などの修復を行っている。
- BK117P5 JQ0003 （先進飛行安全技術実証機）
- BK117A 6001（防衛装備庁試験用ヘリコプター）
  - 後部席・操縦席搭乗体験用
- OH-1 （モックアップ）
- ベル式47G3B-KH4 JA7110
- 川崎KHR-1リジッドローター実験ヘリコプター 2500 （無関節型ローター実験機）
  - リジッドローター以外の部品の大部分が失われていたため、KH-4の他の機体を使用して復元されている。
- OH-6J改 川崎KA370 JG1058 （「新ローター・システム」飛行試験に使用された機体）
  - 飛行試験後は通常のOH-6（31058号機）に復元され陸上自衛隊で運用されていた。1996年の開館時はOH-6（31058号機）として展示されたが、2004年から新ローター・システムの飛行試験時に復元して展示。
- K-RACER-X1 JX0169
  - 川崎重工が開発したVTOL無人機。ローター径5m、全高1.9m、エンジンはカワサキモータースNinja H2Rを使用[31]。2024年7月から9月の企画展で展示。企画展終了後も引き続き展示。

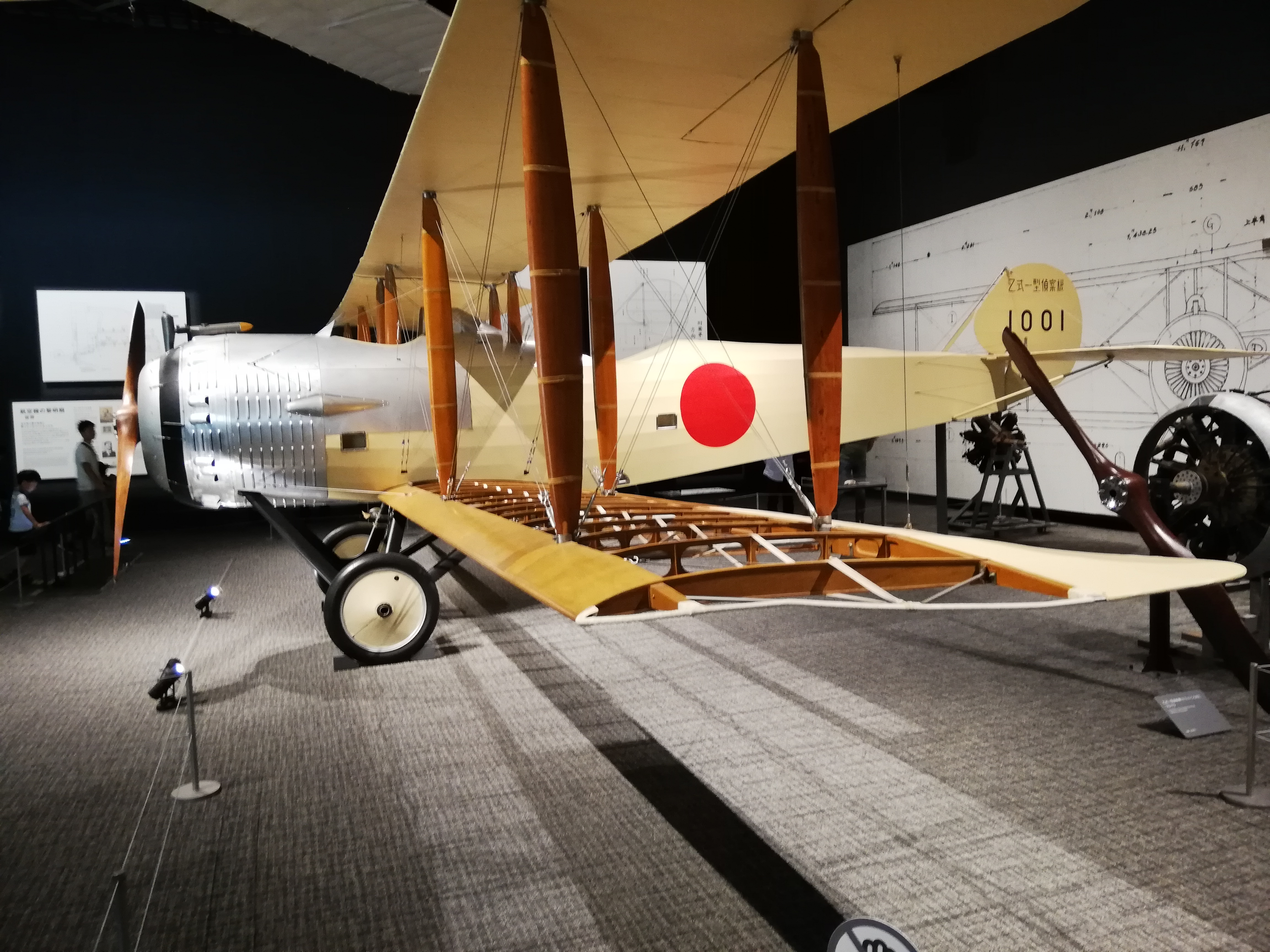
乙式一型偵察機 1001号機復元品
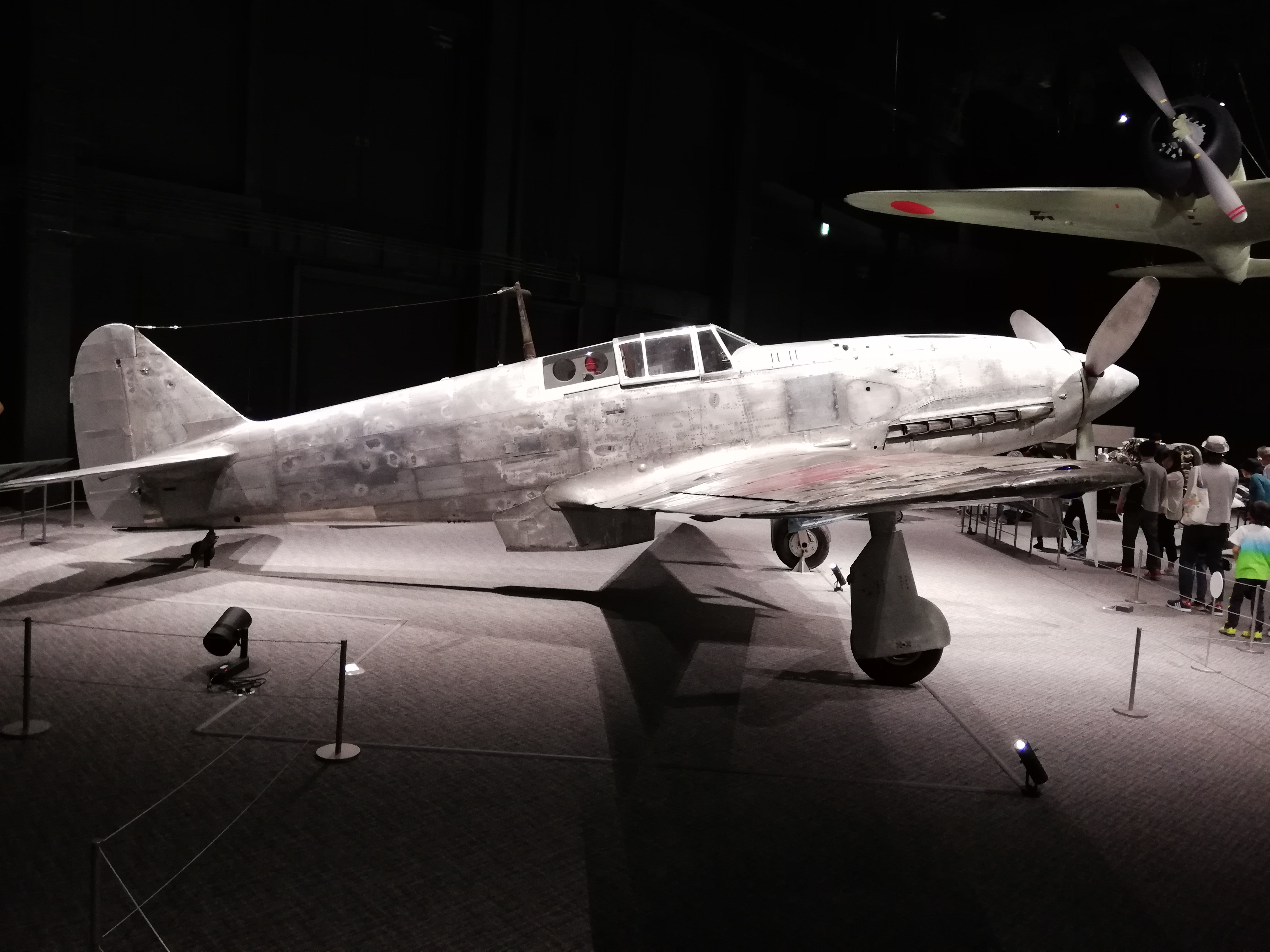
三式戦闘機二型 6117号機
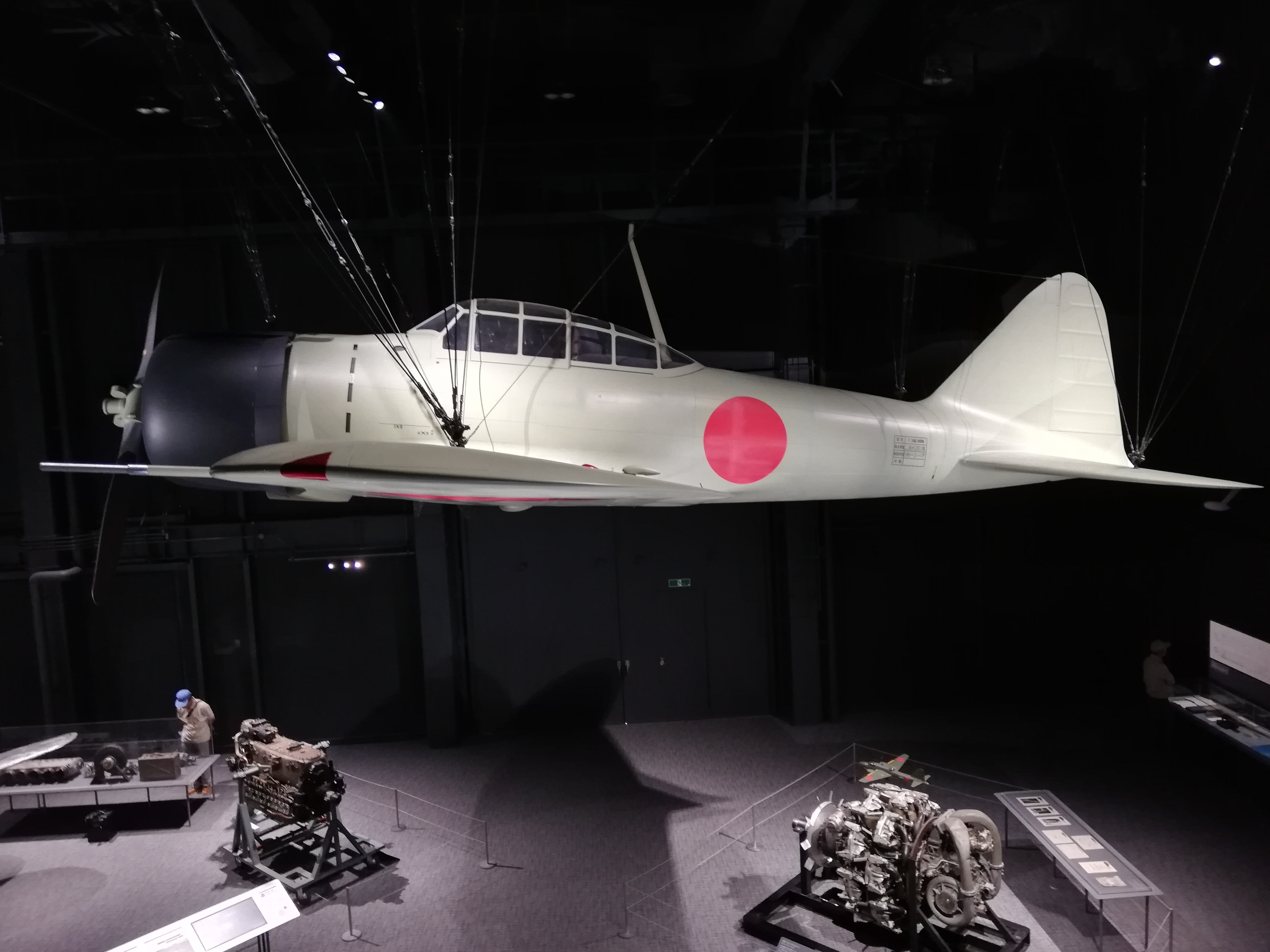
十二試艦上戦闘機 201号機レプリカ
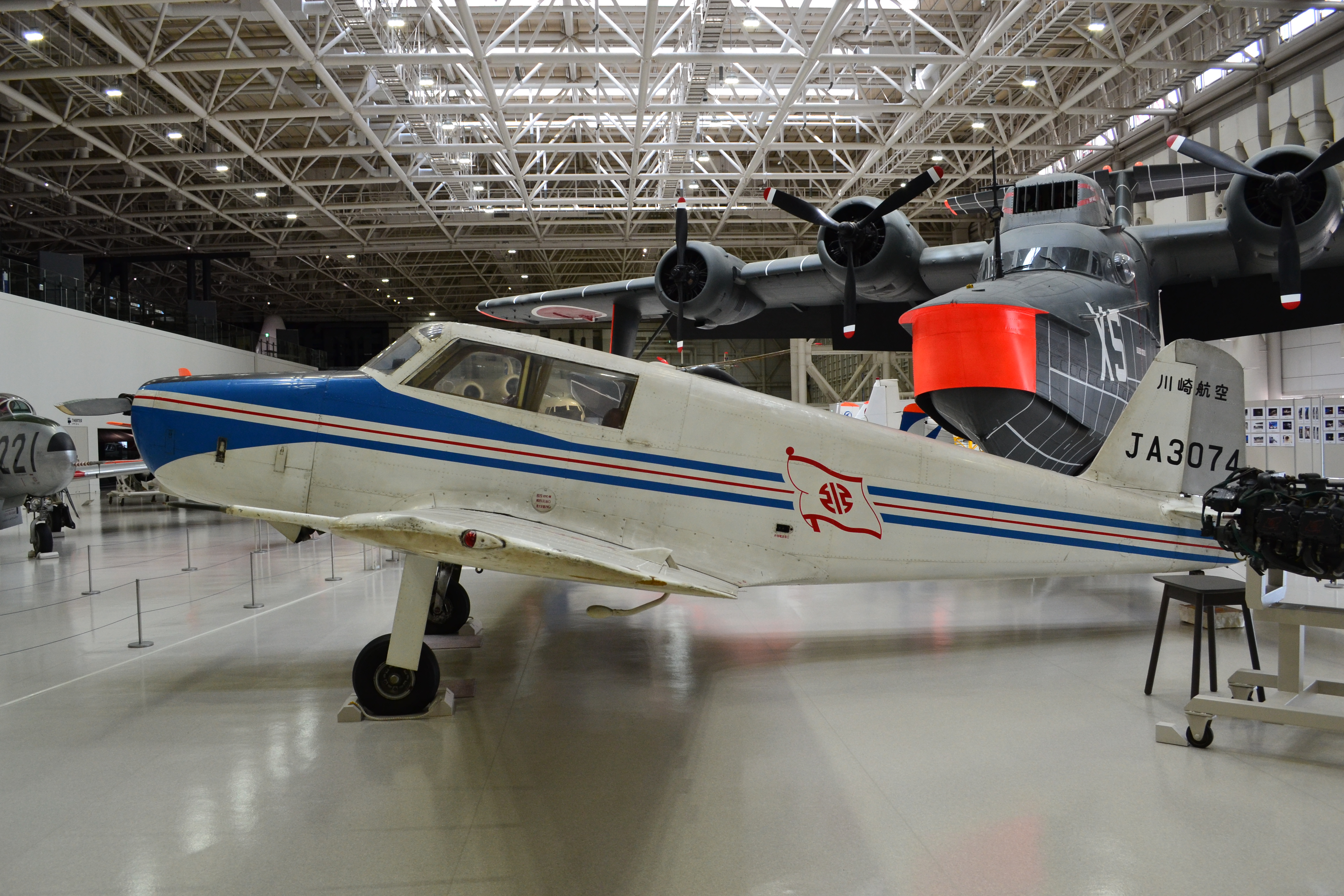
KAL-1 JA3074号機
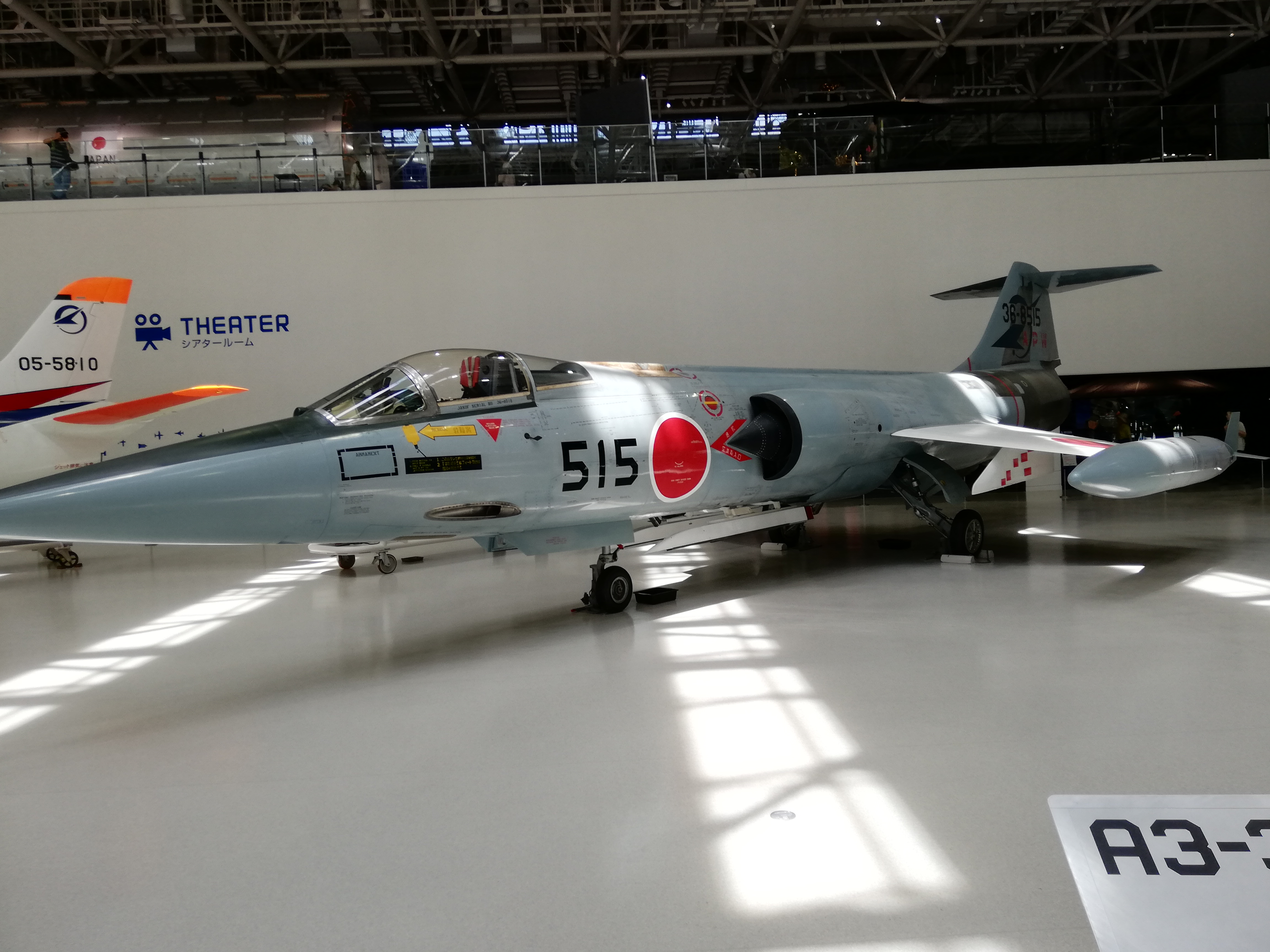
F-104J 36-8515号機
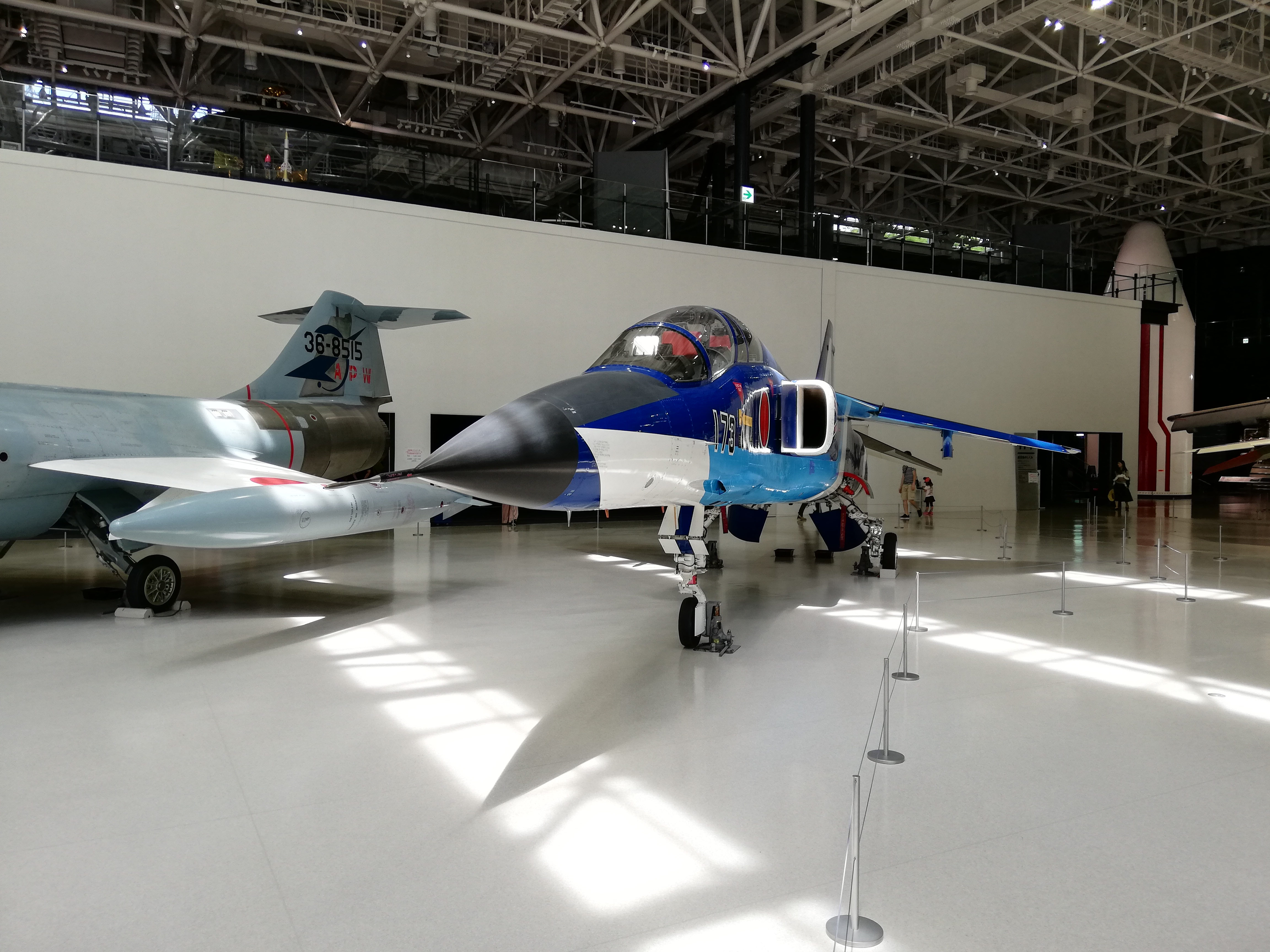
T-2 19-5173号機
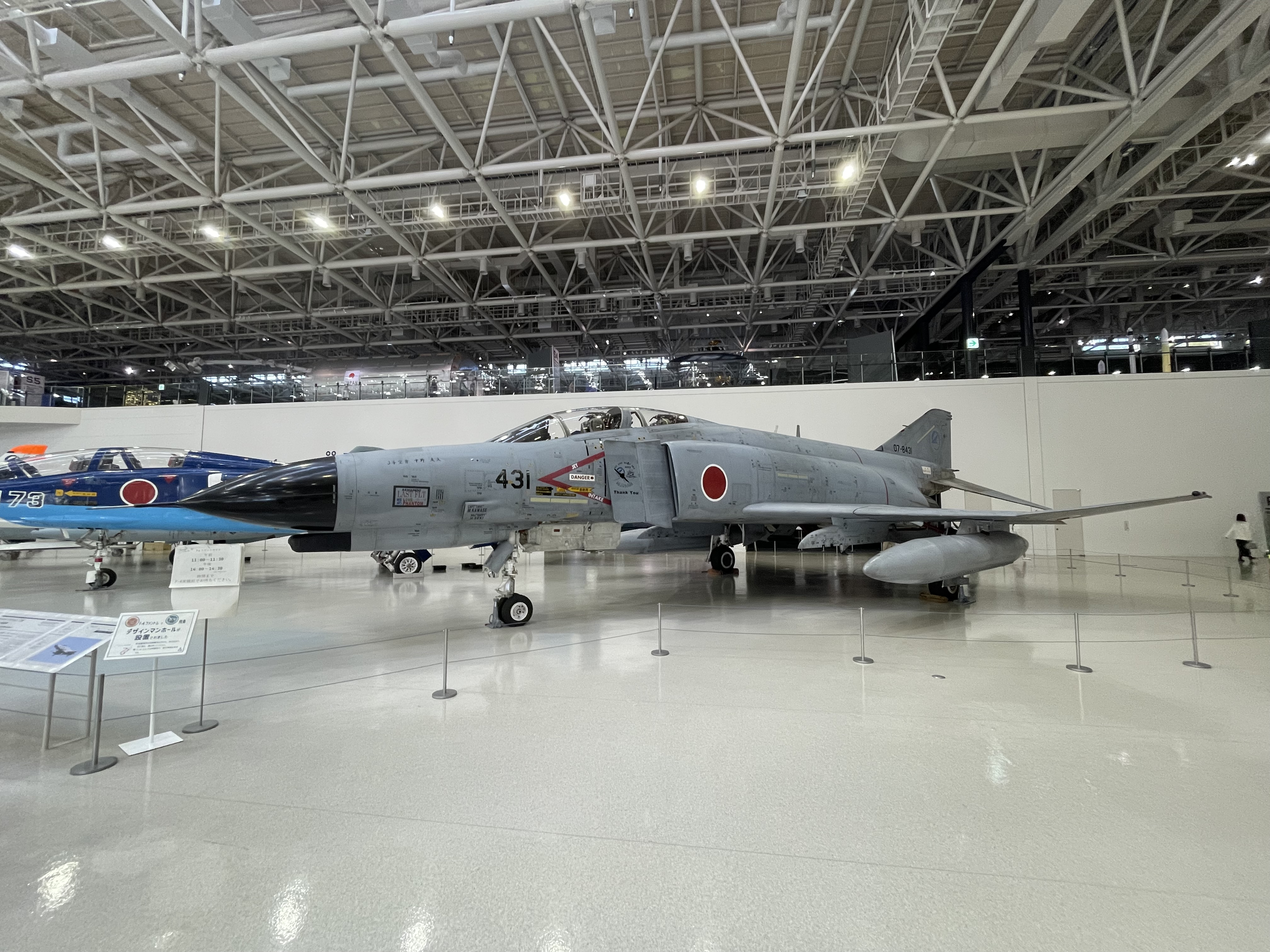
F-4EJ改 07-8431号機
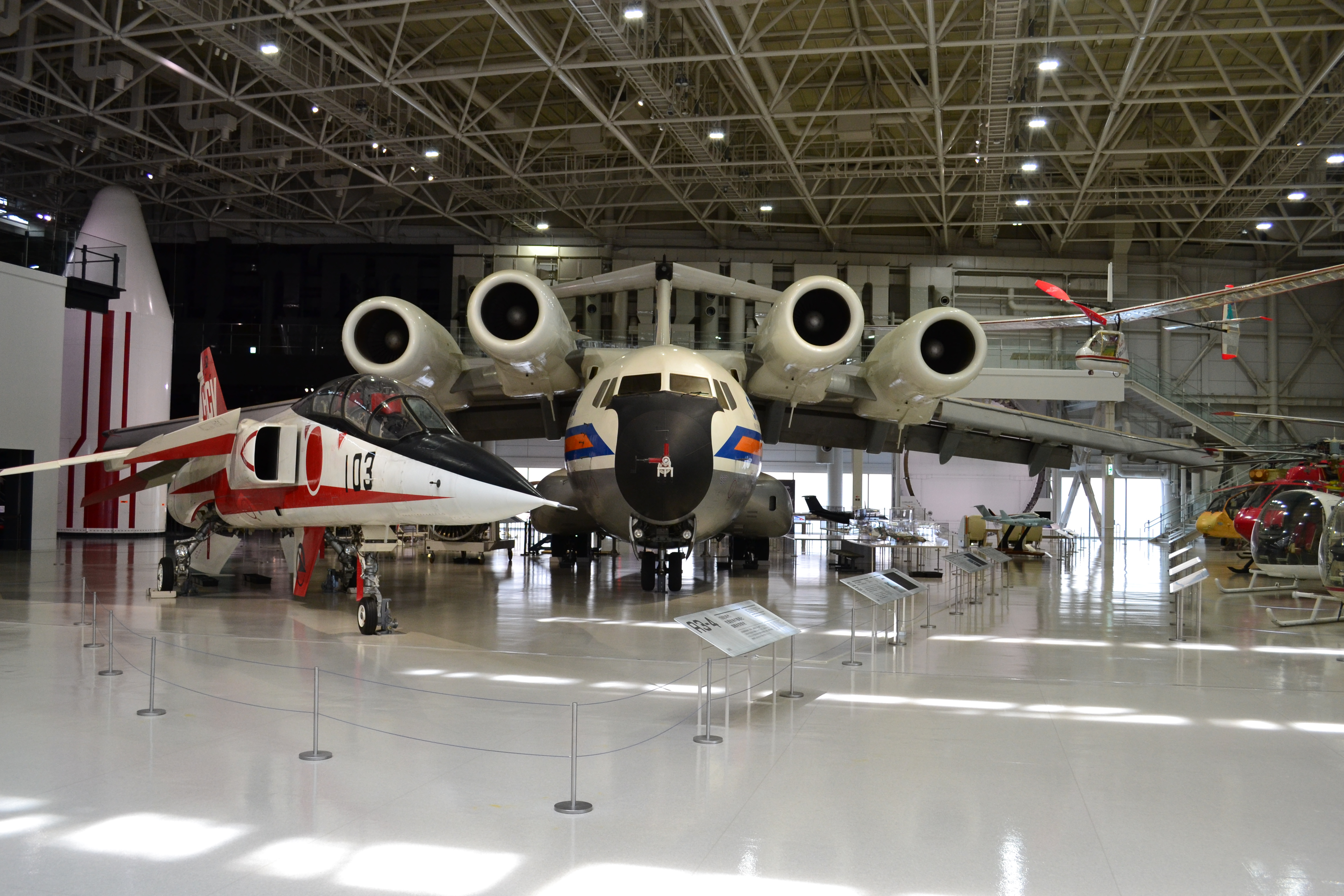
飛鳥

#### 展示機（宇宙関連）
- りゅうせい（レプリカ）
- みょうじょう（レプリカ）
  - りゅうせいとみょうじょうは、H-IIロケットの衛星フェアリングに内蔵した状態で展示。
- ペンシルロケット（レプリカ）
- スプートニク1号 （レプリカ）
- ChubuSat-2（レプリカ）
  - 名古屋大学が開発した超小型衛星。ChubuSat-1の後継機に該当。
- UNIFORM2（レプリカ）
  - UNIFORMプロジェクト（日本主導の超小型衛星網UNIFORMの基盤技術研究開発と海外への教育貢献プロジェクト）として和歌山大学が開発した超小型衛星。UNIFORM1は実際に打ち上げられ、UNIFORM2は製造訓練教材として使用されている。
- 日本実験棟 きぼう（レプリカ）
- はやぶさ2（レプリカ）
- ミネルバ1A・2A・Ⅱ2（レプリカ）
- MASCOT（レプリカ）
- 火星探査車 マーズ・エクスプロレーション・ローバー （レプリカ）
  - 愛・地球博アメリカ館で展示されたもの
- 火星探査車 キュリオシティ （レプリカ）
  - 愛・地球博アメリカ館で展示されたもの
- 光衛星間通信実験衛星 きらり （レプリカ）
  - レプリカだが、機体の一部は実物である。
- 通信放送技術衛星 かけはし
  - 開発過程での熱試験で使用された機体
- Nano-JASMINE
  - エンジニアリングモデル
- CUTE-I
- さつき1号ロケット
  - 1992年に日本宇宙少年団各務原分団で製作されたモデルロケット。1992年にフランスで行われた国際ロケット打ち上げ大会（WWLC）に参加。
- KHR-96
  - 1997年に日本宇宙少年団各務原分団で製作されたモデルロケット。1997年にフランスで行われた国際ロケット打ち上げ大会（WWLC）に参加。
- モデルロケット
  - 岐阜大学工学部知能機械コースで製作。
- 缶サット
  - 東京工業大学開発の2機、岐阜大学開発の2機、岐阜県立可児工業高等学校開発の1機など
- ほか、実験機など多数

#### 過去に屋外展示された機体
- SA 316B JA9023
  - 元名古屋市消防局「なごや」。2016年まで展示。

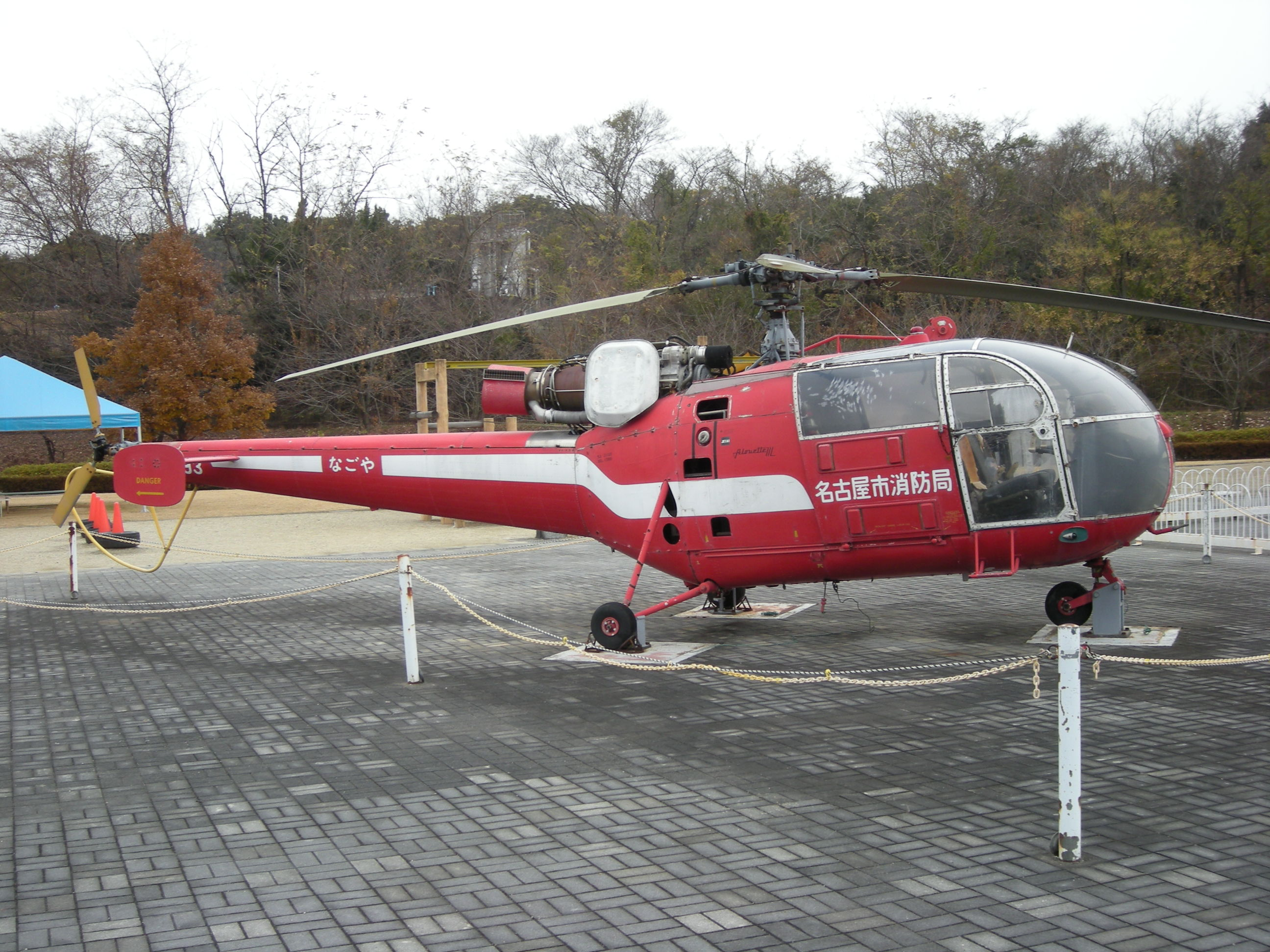
SA 316B

#### 過去に屋内展示された機体
- 人力ヘリコプター YURI-I
  - 劣化により2011年に修復。2016年まで展示されたが[32]、劣化が著しいため2017年から収蔵庫で保管。
- OH-6J 31081（陸上自衛隊） : ヘリコプター原理説明及び操縦シミュレータ用。操縦シミュレータ運用終了後も2023年まで展示。2024年に貸付元である陸上自衛隊に返納。
- 軽飛行機式SS-2 JA2114（中日本航空専門学校）
  - 2016年まで展示後、収蔵庫で保管中。
- 三田式3改1型上級複座滑空機 JA2091（中日本航空専門学校）
  - 2016年まで展示後、収蔵庫で保管中。
- FA-200-180 JA3483（中日本航空専門学校）
  - 機体の一部をカットし、飛行機の構造説明及び搭乗体験用として2016年まで展示。2023年現在、岐阜県立岐阜工業高等学校の「モノづくり教育プラザ」で実習用として使用。
- BK117
  - 構造試験用の試作2号機。搭乗体験用。BK117に災害対策用として搬送実験を行ったバイク（カワサキ・スーパーシェルパ）、空中消火用バケットと合わせて展示。2014年まで展示後、川崎重工に返納。
- レット・ナドニー・ポドニク・クノビーチェ式L-13型 JA2235 法政大学体育会航空部「かわせみⅣ」
  - 2016年まで展示。
- 防大B-5型グライダー
  - 本庄季郎が設計した富士重工業製のB-5型グライダーを防衛大学校が購入。後に改造され、防大B-5改1型となる。正式な展示はされず、修復工房（現・オリエンテーションルーム）で修復中の状態で見学可能な状態であった。2008年頃まで展示後、2011年に防大へ返納。
- 霧ヶ峰式K-14型グライダー
  - 2000年に修復し展示。2008年頃展示終了。収蔵庫で保管中。
- CHicK-GRX
  - ジャンボ紙飛行機。第15回全日本紙飛行機選手権大会ジャンボ紙飛行機部門の優勝機。翼長7.6m，全長3.94m，重量17kg。2009年から2016年に展示。
- ミラクルビークル（モックアップ） 空陸両用車
  - 2002年に開催された丸の内ビル完工記念「After5 Years Technology Exhibition 近未来技術展」で展示された実物大模型、及び2002年8月に飛行実験に用いた1/3スケールの機体。2016年まで展示。
- 消防・防災無人観測機
  - 飛行実験に成功したミラクルビークル（1/3スケールの機体）の技術を用いて、消防庁の技術研究費で、2005年に岐阜県工業会が研究開発した無人航空機。2016年まで展示。
- AS 332ヘリコプターJA6669（機体前部のみ）
  - 幼児用搭乗体験用。2016年まで展示。
- FA-200（胴体部のみ）
  - 名古屋飛行場にあった「名古屋空港航空宇宙館」疑似飛行体験機（富士FA-200ムービングエア MK1034）の胴体部を使用した幼児用搭乗体験用。2016年まで展示。
- 研三（レプリカ）
  - 2020年の企画展「スピードを追い求めた幻の翼 研三―KENSAN―」開催時に製作・展示。胴体前部のみ[33]。制作は博物館ボランティアの有志によるもの。企画展終了後は収蔵庫で保管中。
- HOPE（試験用供試体）
  - HOPEの自動着陸技術に資するため、川崎重工が自主開発した実験機（自動着陸予備実験機）。開発される予定の大きさの約4分の1のスケール。2016年まで常設展示し、以降は収蔵庫で保管。

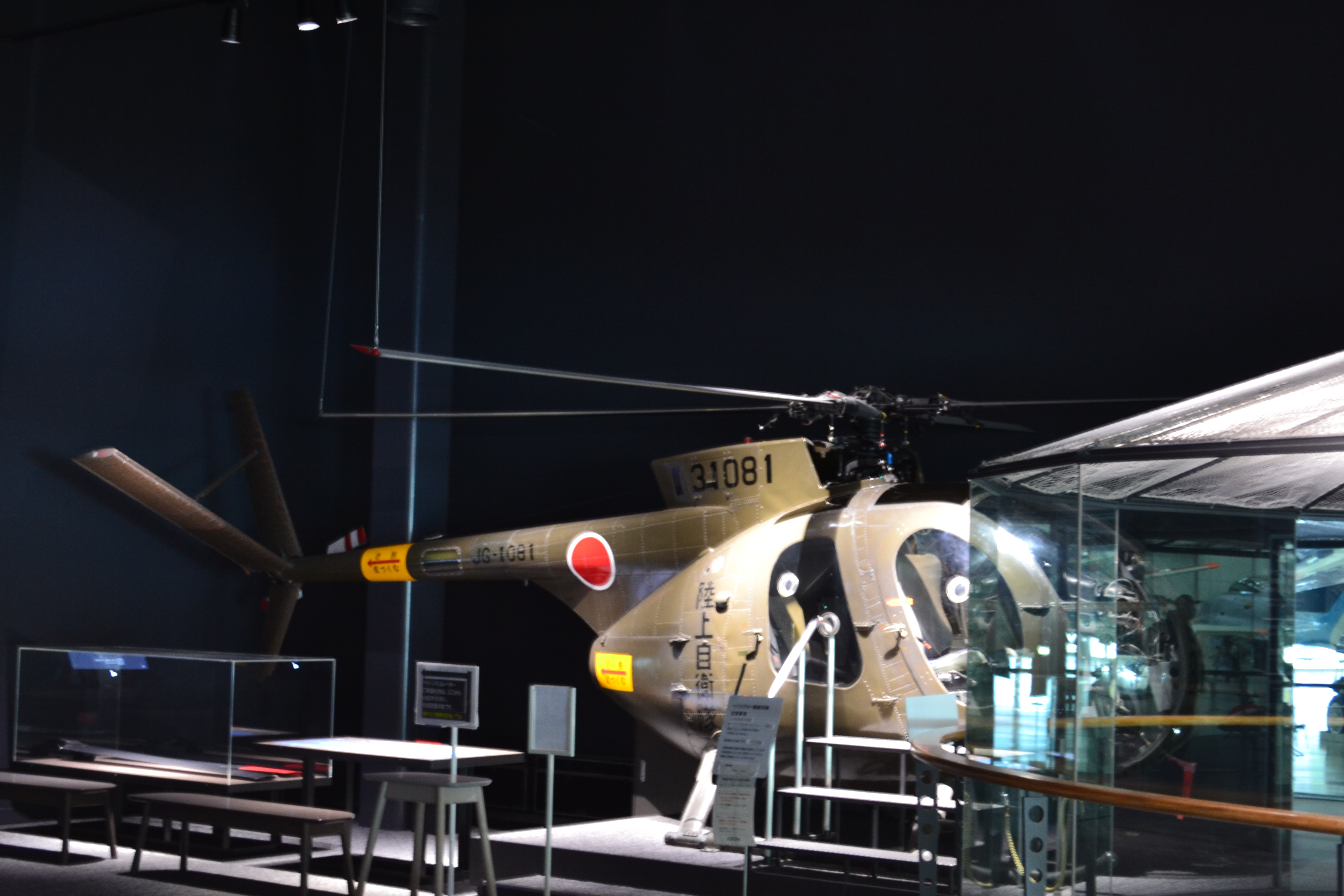
OH-6J 31081

#### 収蔵庫の機体
非公開であるが、事前予約制の「そらはく資料特別公開」などで公開されることがある。ここでは展示された実績が無い機体の一部を記述する。
- 萩原式H-23BA-2グライダー JA2023
- 萩原式H-23C-2グライダー JA2077
- 三田式3改1型上級複座滑空機 JA2080
- 三田式3改1型上級複座滑空機 JA2176
- 鷹取式SH-16Sグライダー JA2102
  - 元京都大学体育会グライダー部
- KAT-1 JA3100
  - 製造された機体（2機）のうちの2号機。東京都立科学技術大学で展示された後、各務原市が引き取る。状態が悪いために展示すること無く収蔵庫に保管。部品の一部はKAT-1の1号機の復元に使用された。
- T-1B 85-5801
  - 試作1号機の801号機[34]。T1F2 82-5801からT-1B 85-5801に改修。航空自衛隊芦屋基地で屋外展示後、2001年から収蔵庫に保管。
- KM-2 6255
  - 元・海上自衛隊第201教育航空隊所属。用途廃止後は東京都立航空工業高等専門学校の教材として使用されていた。

#### 展示が計画されていた機体
- T6テキサン練習機
  - 航空自衛隊からの貸与が決まっていたが、貸与を辞退[35]。
- 迦楼羅
  - 人力羽ばたき機。かかみがはら航空宇宙博物館建設予定地で初飛行した後に収集予定であったが、1993年（平成5年）12月9日の人力牽引飛行テスト中に大破。プロジェクト休止により実現せず[36][37]。
- 有翼ヘリコプター実験機XMH
  - 富士重工業が改造し小型の主翼を取り付けた有翼ヘリコプター。博物館構想前に廃棄されていたため実現せず[38][37]。
- P2V-7 改 VSA
  - 防衛庁技術研究本部がP2V-7を改造した可変特性研究機。博物館構想前に廃棄されていたため実現せず[39][37]。
- 日飛モーターグライダーNP-100A
  - 日本飛行機のモーターグライダー。寄贈を前に所有者が急逝したため実現せず（2025年現在、ザ・ヒロサワ・シティのユメノバ内の科博廣澤航空博物館で展示中）[37]。
- 東大LBグライダー
  - 1956年に東京大学が設計し東京軽飛行機製作所が製作したグライダー。機体に合成樹脂（ポリエステル）を使用したのが特徴。博物館構想前に廃棄されていたため実現せず[37]。
- T-2 99-5163（ブルーインパルス）
  - ブルーインパルスとしての役目を終えた後は塗装はそのままで飛行開発実験団の機体として岐阜基地で使用されていたことから、各務原ゆかりの機体として展示候補となったが、石川県立航空プラザの展示となる[37]。

## 操縦シミュレーション体験
- 旅客機シミュレータ
  - ボーイング787をモチーフとしている。2016年3月運用開始。無料だが土日祝日は当日整理券配布となっており、整理券がなくなり次第終了する。
- 小型ジェット機シミュレータ
  - T-4モチーフとしている。2016年3月運用開始。無料だが土日祝日は当日整理券配布となっており、整理券がなくなり次第終了する。
- VRヘリシミュレータ
  - BK117をベースとしたVRシミュレータ。川崎重工が開発[40][41]。2024年4月27日運用開始。有料であり、事前予約制である。

### 過去のシミュレーション体験
- ヘリコプター操縦シミュレータ
  - 実機（OH-6J）の操縦席で操作し、模型のヘリコプターを操作。老朽化及びコロナ禍による体験型展示の運用休止により、2020年に運用終了。
- ヘリコプタ・シミュレータ
  - 電動6軸揺動式のシミュレータ。2007年頃運用終了。
- 航空シミュレータ
  - 三菱プレシジョン設計製造したシミュレータで、油圧式6軸揺動装置で実際の飛行機の動きを再現。定員は40人。2007年に稼働を中止し、2015年解体。
- 単発レシプロ機・シミュレータ
  - 2007年頃運用終了。
- 双発ジェット機・シミュレータ
  - 電動6軸揺動式シミュレータ。2007年頃運用終了。
- ハングライダー・シミュレータ
  - 本物のハングライダーと同じ三角枠を握りしめて、体の重心を移動することで飛行体験が可能。2007年頃運用終了。
- 宇宙飛行シミュレータ
  - 地球から木星への旅を体験。定員は30人。名誉館長の松本零士のイラスト「大航海!!星の海へ!」が描かれている。2007年頃運用終了し、2015年解体。

## 館長
名誉館長
- 松本零士（1996年3月23日（前身のかかみがはら航空宇宙博物館の開館日） - 2021年3月31日）

館長（岐阜かかみがはら航空宇宙博物館リニューアル後）
- 初代：松井孝典（2018年3月24日 - 2022年3月22日）
- 2代目：常田佐久（2023年9月22日 - ）

アンバサダー
- 山崎直子（2020年3月24日 - ）

## 連携施設

### 国内
- あいち航空ミュージアム
- 石川県立航空プラザ

### 国外
- シアトル航空博物館（英語版） - 2021年9月にパートナーシップ協定を締結[2]。
- スミソニアン航空宇宙博物館 - 2016年9月に連携協定を締結[2]。
- ル・ブルジェ航空宇宙博物館 - 2018年10月に基本協定を締結[2]。
- サンクトペテルブルク歴史博物館 - 2019年9月に覚書を締結[2]。
- モスクワ宇宙飛行士記念博物館 - 2020年1月に覚書を締結[2]。
- K.ツィオルコフスキー記念宇宙飛行史博物館 - 2020年1月に覚書を締結[2]。

## 交通アクセス
最寄り駅は名鉄各務原線の各務原市役所前駅であるが、航空自衛隊岐阜基地を迂回する必要があるため3km以上離れており、徒歩で30分以上かかる。

### バス
- 各務原市ふれあいバス稲羽東線、稲羽西線、川島線「航空宇宙博物館」バス停下車すぐ。
  - 鉄道駅から各務原市ふれあいバスへの乗換は、JR高山本線那加駅及び名鉄各務原線新那加駅が稲羽西線、名鉄各務原線各務原市役所前駅が稲羽西線及び川島線、名鉄各務原線三柿野駅が稲羽東線となる。

### 自動車
- E41 東海北陸道 岐阜各務原ICから7キロメートル。